# 아프가니스탄 이슬람 방위군
아프가니스탄 이슬람 방위군(파슈토어: د افغانستان اسلامي دفاعي ځواک)은 탈레반 정권의 군부다. 아프가니스탄 내전 말엽 탈레반이 정권을 장악한 1997년 창군되었다. 2001년 미국이 아프가니스탄을 침공하면서 탈레반 정권이 붕괴할 때 해산되었으나, 2021년 탈레반 공세 때 아프가니스탄 이슬람 공화국을 멸망시킨 탈레반이 부활을 선언했다. 군종은 육군과 공군을 갖추고 있으며, 징병제다.